# Rhodes Memorial
O Rhodes Memorial é um memorial ao político sul-africano inglês Cecil John Rhodes (1853–1902), localizado na Cidade do Cabo. O memorial foi projetado pelo renomado arquiteto Sir Herbert Baker .
Rodes possuía vastos terrenos das encostas mais baixas da Table Mountain, a maioria das quais deu à nação quando morreu. Parte de sua propriedade foi usada para o campus superior da Universidade da Cidade do Cabo.

## Arquitetura

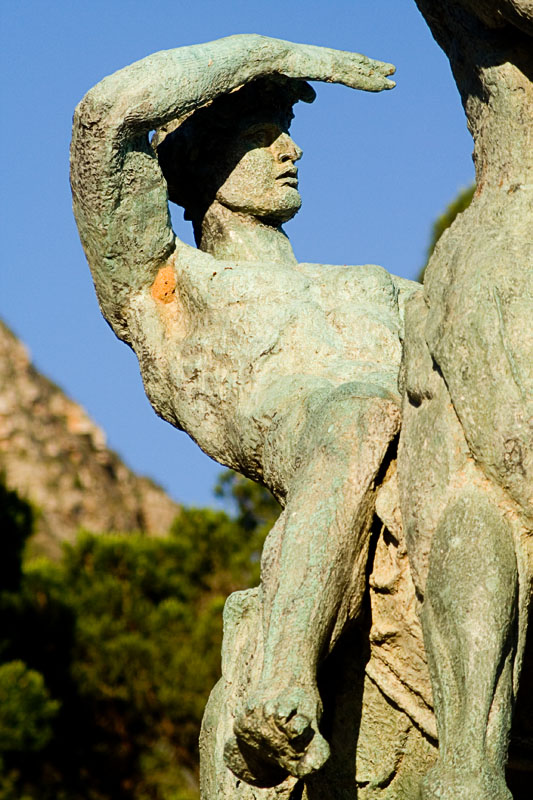
Detalhe da estátua de bronze Energia Física de George Frederic Watts

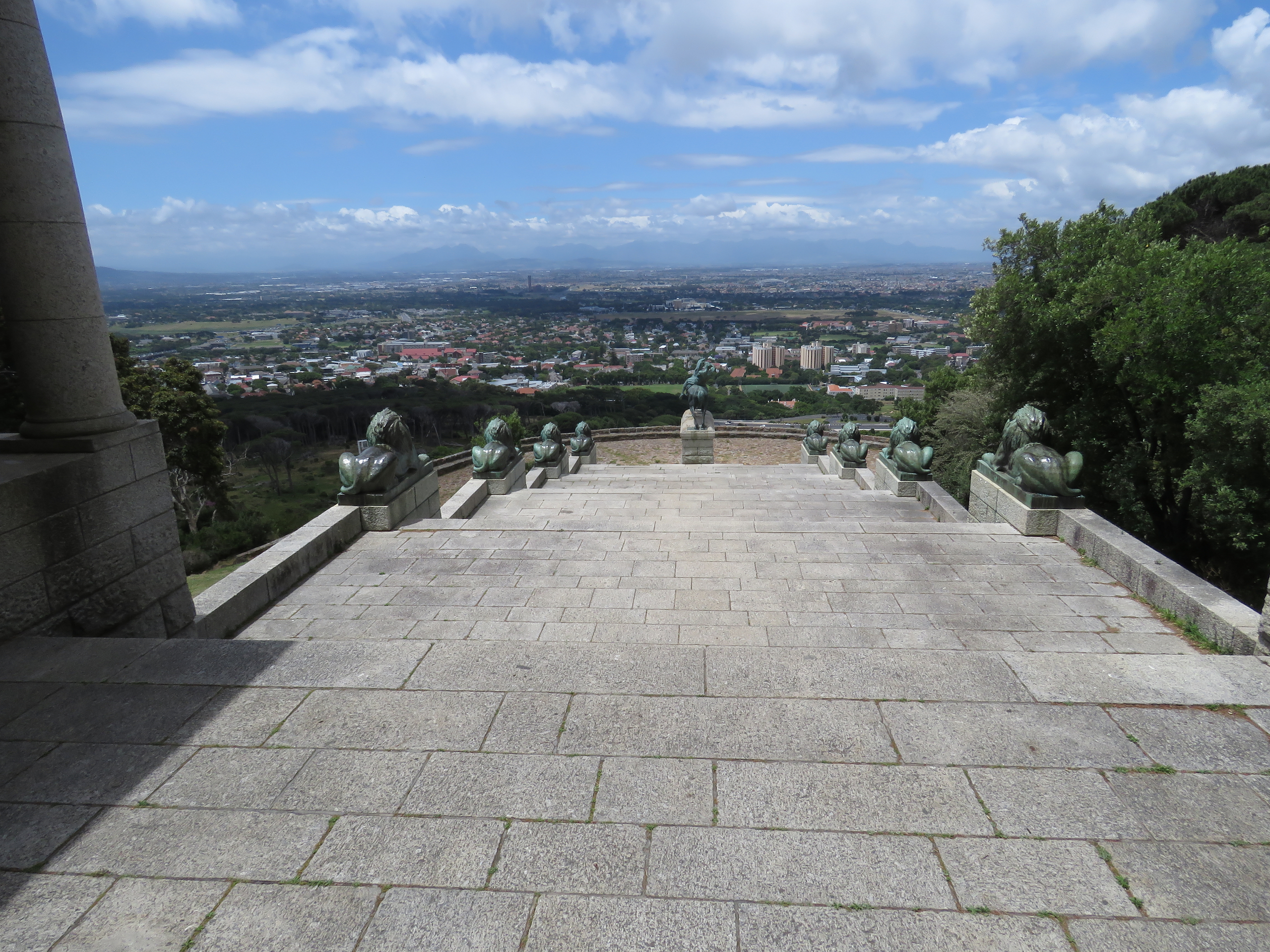
Vista para o leste, depois da área de estátuas

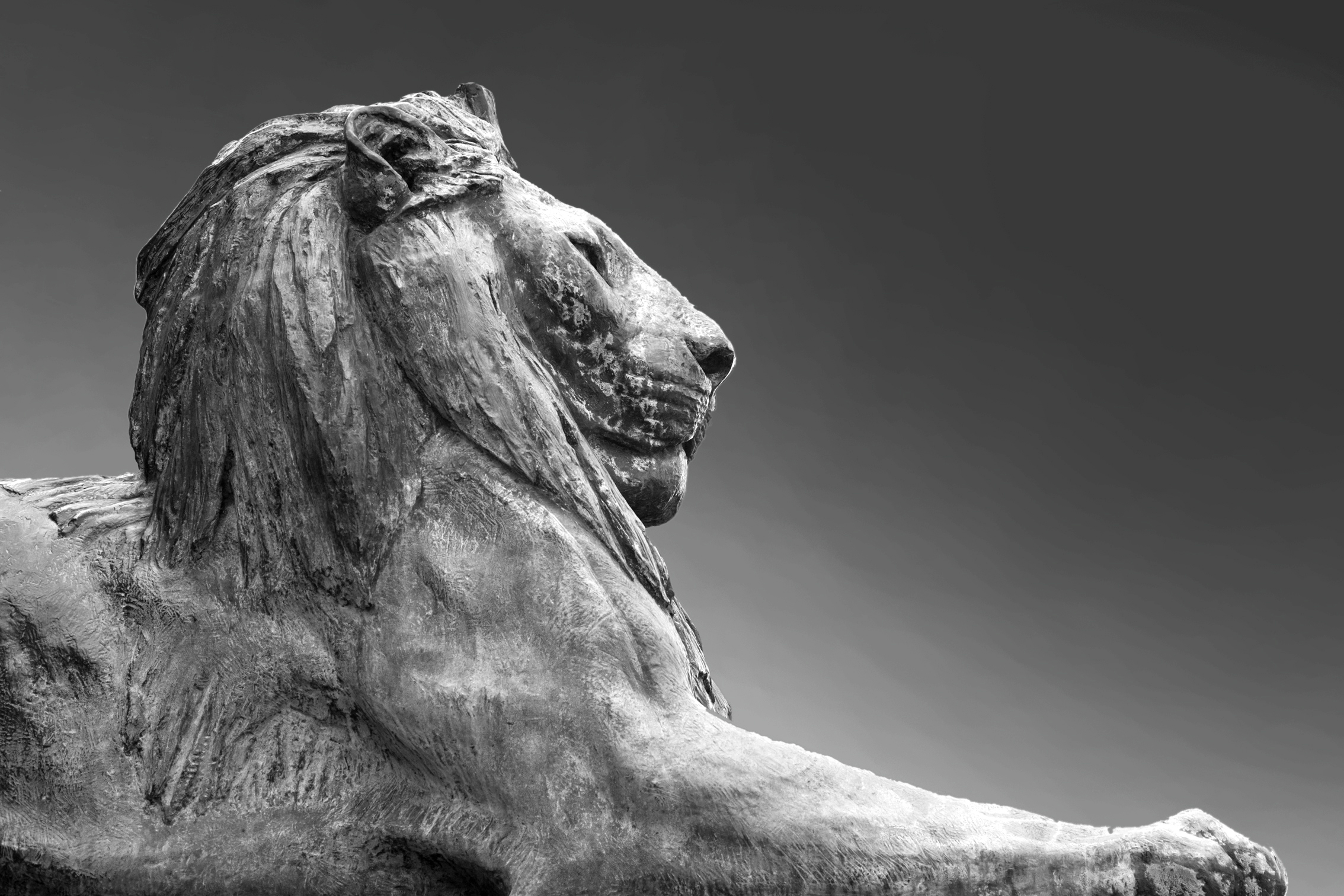
Uma fotografia em preto e branco de um dos oito leões que flanqueiam as escadas do Rhodes Memorial

O arquiteto, Sir Herbert Baker, supostamente se inspirou do templo grego de Segesta, embora seja na verdade mais próximo do templo de Pérgamo. Consiste em uma escadaria com 49 degraus (um para cada ano de vida de Rodes) que vai de um terraço semicircular até um monumento retangular em forma de U formado por pilares. O memorial foi construído com granito da Cidade do Cabo extraído da Table Mountain.
O monumento foi concluído e dedicado em 1912. Um memorial proposto pelo secretário colonial Earl Grey nunca se materializou: uma enorme estátua do "colosso de Rodes" com vista para a Cidade do Cabo do cume da Cabeça de Leão, mais ou menos como a estátua de Cristo com vista para o Rio de Janeiro .